# Филателия (журнал)
«Филатели́я» (до 1991 года — «Филатели́я СССР») — ежемесячный советский и российский филателистический журнал, издающийся в Москве компанией «Марка».
Выходил с июля 1966 года: до 1977 года в форме бюллетеня, затем иллюстрированного журнала по июль 2019 года. С августа 2019 года выходит только в электронном виде.

## Описание
В журнале публикуются исследования по истории почты и филателии, информация о выпусках новых марок, маркированных конвертов, почтовых карточек и специальных гашений, сведения о почтовых марках, выпущенных в других странах, о международных и национальных филателистических выставках, советы по коллекционированию, в том числе тематическому.
Журнал также содержит:
- каталоги отечественных знаков почтовой оплаты, земских и непочтовых марок;
- исследования по другим областям коллекционирования: филумении, бонистике, нумизматике;
- информацию о деятельности обществ и союзов филателистов;
- раздел для юных филателистов.

## История
Первый номер журнала вышел в свет в июле 1966 года. Для создания его обложки была взята марка второго стандартного выпуска РСФСР 1921 года номиналом в 250 рублей[≡].
С июля 1966 года и до апреля 1991 года журнал «Филателия СССР» являлся органом Министерства связи СССР и Всесоюзного общества филателистов (с 1989 года Союз филателистов СССР). До 1977 года имел статус ежемесячного бюллетеня, затем — иллюстрированного журнала.
В год 10-летия выхода первого номера «Филателии СССР» (1976) редакция журнала следующим образом формулировала его задачи:
Пропагандировать филателистические документы, связанные с политическими и культурными событиями в жизни нашей страны; информировать читателей о деятельности Всесоюзного общества филателистов и почтовой службы Министерства связи СССР; широко освещать жизнь отделений ВОФ, его клубов и кружков; рассказывать о филателистических выставках; писать о развитии филателии, её больших возможностях в воспитании людей, организации их активного и полноценного досуга; способствовать улучшению научно-исследовательской работы членов Общества, творческому росту коллекционеров; содействовать укреплению связей советских филателистов с их коллегами за рубежом, в первую очередь с коллекционерами социалистических стран. («Филателия СССР», № 7, 1976.)

Журнал имел постоянные рубрики и разделы: «Вам, тематики», «В отделениях ВОФ», «Выставки», «Исследования, поиски», «Из истории почты», «Справочный стол», «Глобус: проблемы: информация», «Юный филателист», «Фалеристика», «Филокартия», «Глазами друзей», «Что, где, когда», «По странам и континентам», «Почтовые музеи мира», «Марка на уроке», «В помощь лектору», «Страницы истории», «Библиография», «Мозаика» и некоторые другие. Ежегодно в адрес редакции журнала приходили тысячи читательских писем; например, в 1974 году их поступило около 7000, а в 1975 — почти 9000.
С первого года издания в журнале стали печататься исследовательские материалы, а в июньском номере за 1968 год появилась регулярная рубрика «Исследования, поиски».
Редакция журнала выступила инициатором традиционного конкурса на лучшую советскую почтовую марку (серию) года. Для продвижения этого конкурса в 1975 году был выпущен художественный маркированный конверт (ХМК) с надписью: «Участвуйте в конкурсе журнала „Филателия СССР“ на лучшую почтовую марку года» (№ 4555, 29.04.1975, 4 коп., художник Ю. Косоруков).
В 1977 году тираж журнала составлял около 100 тыс. экземпляров, увеличившись за первые 10 лет почти в два раза. В 1991 году тираж снизился до 44 тыс. экземпляров.
В апреле 1991 года журнал был переименован и ныне выходит под названием «Филателия». Учредителями журнала стали ИТЦ «Марка» и Союз филателистов СССР (до марта 1992 года). В постсоветское время продолжалось сокращение количества издаваемых экземпляров журнала; его тираж в 2006—2008 годах составлял в среднем всего лишь 1500 экземпляров.
За свою длительную историю печатное издание неоднократно отмечалось золотыми, серебряными и бронзовыми медалями в литературном классе на филателистических выставках.
В постсоветский период в адрес журнала, однако, появились критические выступления со стороны читателей и коллекционеров, которые отмечают снижение уровня и качества информации и материалов, публикуемых на страницах издания. С другой стороны, есть мнение специалистов: более ста наград международных выставок  только за последние два десятилетия.

## Главные редакторы
На протяжении многолетней истории журнала его редакцию возглавляли:
- Виктор Алексеевич Степанов (1966—1968).
- Борис Александрович Балашов (1968—1974).
- Борис Иванович Буров (1974—1975).
- Игорь Владимирович Чехов (1975—1987).
- Юлий Германович Бехтерев (1987—2005).
- Евгений Алексеевич Обухов (2005 - 2019).

## Адрес редакции
Месторасположение редакции журнала в Москве неоднократно менялось, как указано ниже:
- С 1966 по 1968 год — Москва, 4-й Самотёчный пер., д. 9
- С 1968 по 1969 год — Москва, 2-й Краснопрудный пер., д. 7
- С 1969 по 1974 год — Москва, Давыдовский пер., д. 6
- С 1975 по 1987 год — Москва, Новохорошёвский проезд, 24, корп. 1
- С 1987 по 1995 год — Москва, Хлебный пер., 8
- С 1995 по 2005 год — Москва, Хлебный пер., 6
- С 2005 по 2006 год — Москва, Ленинский пр-т, д. 64/2
- С 2006 — Москва, Новохорошёвский проезд, 24, корп. 1

## Изменение дизайна

Изменения дизайна журнала «Филателия СССР» («Филателия») с 1966 по 2005 год:
1. «Филателия СССР», № 9, 1973 — дизайн до 1975 года, оформление художника Н. Смолякова
2. «Филателия СССР», № 3, 1975 — дизайн 1975—1979 годов, оформление В. А. Левушина
3. «Филателия СССР», № 9, 1980 — дизайн 1979—1986 годов, оформление И. Л. Марголина
4. «Филателия СССР», № 2, 1987 — дизайн 1987—1988 годов, оформление И. Л. Марголина
5. «Филателия СССР», № 3, 1991 — последний номер под названием «Филателия СССР», оформление И. Л. Марголина
6. «Филателия», № 7, 1992 — дизайн 1989—? годов, оформление И. Л. Марголина
7. «Филателия», № 7, 2001 — дизайн ?—2005 годов

За время издания журнала происходили изменения в его дизайне и оформлении. Впервые значительные изменения произошли в январе 1975 года. У журнала изменился формат — вместо 80 × 108 мм стали использовать 70 × 100 мм. В таком формате журнал выходит по сей день. Возросло число страниц — с 56 до 64.
В 1989 году журнал не только изменился внешне, но и внутреннее его содержание претерпело некоторые изменения. По многочисленным просьбам читателей, весь информативно-справочный оперативный блок журнала расположили на центральной тетрадке с тем, чтобы каждый коллекционер смог изъять её из номера для составления своих каталогов, а номер при этом не потерял бы целостности. Статьи этого блока были переведены на более мелкий шрифт, тем самым выигрывалось место для других публикаций. Каждая рубрика стала занимать строго определённое место и свои страницы, особенно это касалось справочной информации. Дизайн 1989 года практически не изменился после переименования журнала «Филателия СССР» в «Филателия» в апреле 1991 года, убрали только надпись «СССР».
Новые изменения в оформлении журнала «Филателия» произошли в середине 2005 года. Они были связаны с приходом в журнал нового главного редактора Е. А. Обухова. Стала более строгой и сориентированной на нужды коллекционеров концепция подачи материала, было увеличено число страниц с 48 до 56. Сменилась и типография. Вместо «Чеховского полиrрафического комбината», который печатал журнал на протяжении многих лет, была выбрана типография ООО «Информпресс-94».
С 2012 года увеличены формат и объём журнала до 64 страниц, все страницы «Филателии» стали цветными.
Художники-оформители журнала в разные годы
- Золотарёв Е. М. (1966—1967)
- Иванов В. (1966—1967)
- Фёдоров В. (1966)
- Шипов А. В. (1968)
- Демидова О. В. (1968)
- Тирдатов В. В. (1968)
- Смоляков Н. Н. (1968—1974)
- Луцкий А. (1969)
- Таланов Э. (? 1972—1975)
- Буров Б. (1973—1974)
- Немиров Ю. (1974)
- Ершов А. (1974)
- Левушин В. А. (1974—1976)
- Белоногов В. Н. (1975, 1987—1990)
- Кознов О. А. (1976)
- Марголин И. Л. (1976—1993)
- Добровольский О. О. (1990)
- Захаркин Ю. В. (с середины 2000-х годов)
- Капранов С. А. (с 2011)

## Награды
Журнал «Филателия» («Филателия СССР») неоднократно удостаивался высоких наград на филателистических смотрах в литературном классе. Так, например, на Международной филателистической выставке в Бельгии «ANTVERPIA 2010», Международном фестивале филателии «Италия 2009» и на всемирной филателистической выставке в Китае «China-2009» журнал был оценён Большими серебряными медалями.
На Международной филателистической выставке «LONDON 2010», проходившей с 8 по 15 мая 2010 года в Лондоне, приложение к журналу «Филателия» — «Каталог знаков почтовой оплаты Российской Федерации. 2006» (тома 1, 2) — было награждено серебряно-бронзовой медалью.

## Прочее
- В 1968 году одна из спичечных этикеток, подготовленных Главфанспичпромом СССР в серии «Союзпечать — Филателия», была посвящена периодическому изданию Минсвязи и ВОФ и содержала призыв «Подписывайтесь на журнал „Филателия СССР“». При этом на этикетке была запечатлена обложка самого первого номера журнала за июль 1966 года.
- В ознаменование 10-летия выхода журнала в 1976 году были выпущены два ХМК Министерства связи СССР, которые гасились специальным гашением.
- В 2002 году Издательско-торговый центр «Марка» посвятил журналу ХМК с напечатанным безноминальным знаком почтовой оплаты (литера «A»)[8]. Следующий российский конверт был издан в 2006 году в связи с 40-летием журнала[9].

|  |  |  |